# Plectris flavohirta
Plectris flavohirta är en skalbaggsart som beskrevs av Blanchard 1851. Plectris flavohirta ingår i släktet Plectris och familjen Melolonthidae. Inga underarter finns listade i Catalogue of Life.